# Alekszandr Leonyidovics Kajdanovszkij
Alekszandr Leonyidovics Kajdanovszkij (oroszul: Александр Леонидович Кайдановский; Rosztov-na-Donu, 1946. július 23. – Moszkva, 1995. december 5.) orosz színész, rendező és forgatókönyvíró.
Leginkább Andrej Tarkovszkij filmjeiből ismert.
A híres filmrendező, Nyikita Mihalkov fedezte fel színészi tehetségét, és osztotta rá az Idegenek között „(Szvoj szregyi csuzsih, csuzsoj szregyi szvoih)” című polgárháborús filmdráma főszerepét 1974-ben.
Szívinfarktusban halt meg.

## Díjak
| Fantasporto Filmfesztivál          | Fantasporto Filmfesztivál | Fantasporto Filmfesztivál                      | Fantasporto Filmfesztivál                                           |
| Év                                 | Esemény                   | Díj                                            | Kategória/Nevezettek                                                |
| ---------------------------------- | ------------------------- | ---------------------------------------------- | ------------------------------------------------------------------- |
| 1991                               | jelölés                   | International Fantasy Film Award               | Legjobb film kategória a „Zsena keroszinscsika” (1988) című filmért |
| Locarno-i Nemzetközi Filmfesztivál |                           |                                                |                                                                     |
| Év                                 | Esemény                   | Díj                                            | Kategória/Nevezettek                                                |
| 1988                               | a díj elnyerése           | Prize of the Ecumenical Jury - Special Mention | A „Goszty” (1987) című filmért                                      |
| 1988                               | jelölés                   | Golden Leopard                                 | A „Goszty” (1987) című filmért                                      |
| Mystfest                           |                           |                                                |                                                                     |
| Év                                 | Esemény                   | Díj                                            | Kategória/Nevezettek                                                |
| 1991                               | jelölés                   | Legjobb film                                   | A „Zsena keroszinscsika” (1988) című filmért                        |

A díjazott filmek forgatókönyvét írta és rendezője.